# Minna no Tō
Die Minna no Tō (jap. みんなの党, dt. „Partei aller“ oder „Jedermanns Partei“; engl. Your Party) war eine politische Partei in Japan. Sie wurde im August 2009 von Yoshimi Watanabe (ehemals LDP) und drei weiteren Abgeordneten gegründet. Die Partei fordert unter anderem Reformen der Ministerialbürokratie, der öffentlichen Finanzen und der Finanzbeziehungen zwischen Zentralstaat und Präfekturen.
Zwischen dem Gründungsvorsitzenden Watanabe und Generalsekretär Kenji Eda entwickelten sich Differenzen über die Positionierung der Partei gegenüber der seit 2012 regierenden Koalition unter Premierminister Shinzō Abe, unter anderem über die Unterstützung für Abes Staatsgeheimnisgesetz. Im August 2013 wurde Eda als Generalsekretär durch Keiichirō Asao ersetzt. Ende 2013 verließen schließlich 15 Abgeordnete im nationalen Parlament um Eda die Partei und gründeten die Yui no Tō, die mit anderen Oppositionsparteien kooperieren wollte und später mit der Nippon Ishin no Kai fusionierte. Watanabe trat im April 2014 nach einem Skandal um nicht gemeldete Kredite von einem Kosmetikmanager als Parteivorsitzender zurück, Keiichirō Asao wurde ohne Gegenkandidat sein Nachfolger. In den Vorbereitungen für die Shūgiin-Wahl 2014 zerbrach die Minna no Tō endgültig: Auf dem Parteitag am 19. November 2014 zum Richtungsentscheid wurde die Auflösung zum 28. November 2014 beschlossen.

## Wahlergebnisse
In ihrer kurzen Geschichte war die Minna no Tō relativ erfolgreich bei Wahlen: Bei der Shūgiin-Wahl 2009 konnte sie ihre Mandatszahl verteidigen und gewann sogar noch einen Sitz hinzu, bei der Sangiin-Wahl 2010 übertraf sie die Kōmeitō als drittstärkste Partei und etablierte sich bei den einheitlichen Regionalwahlen 2011 in mehreren Präfekturparlamenten.

### National
| Jahr               | Unterhauswahlergebnisse | Unterhauswahlergebnisse | Unterhauswahlergebnisse | Unterhauswahlergebnisse | Unterhauswahlergebnisse | Unterhauswahlergebnisse | Oberhauswahlergebnisse | Oberhauswahlergebnisse | Oberhauswahlergebnisse | Oberhauswahlergebnisse | Oberhauswahlergebnisse | Oberhauswahlergebnisse | Oberhaus- zusammensetzung |
| Jahr               | Kandidaten              | Direktwahl              | Direktwahl              | Verhältniswahl          | Verhältniswahl          | Mandate gesamt          | Kandidaten             | Direktwahl             | Direktwahl             | Verhältniswahl         | Verhältniswahl         | Mandate gesamt         | Oberhaus- zusammensetzung |
| Jahr               | Kandidaten              | Stimmenanteil           | Mandate                 | Stimmenanteil           | Mandate                 | Mandate gesamt          | Kandidaten             | Stimmenanteil          | Mandate                | Stimmenanteil          | Mandate                | Mandate gesamt         | Oberhaus- zusammensetzung |
| ------------------ | ----------------------- | ----------------------- | ----------------------- | ----------------------- | ----------------------- | ----------------------- | ---------------------- | ---------------------- | ---------------------- | ---------------------- | ---------------------- | ---------------------- | ------------------------- |
| Bei Parteigründung | Bei Parteigründung      | Bei Parteigründung      | Bei Parteigründung      | Bei Parteigründung      | Bei Parteigründung      | 4/480                   |                        |                        |                        |                        |                        |                        | 1/242                     |
| 2009               | 15                      | 0,8 %                   | 2/300                   | 4,2 %                   | 3/180                   | 5/480                   |                        |                        |                        |                        |                        |                        |                           |
| 2010               |                         |                         |                         |                         |                         |                         | 44                     | 10,2 %                 | 3/73                   | 13,6 %                 | 7/48                   | 10/121                 | 11/242                    |
| 2012               | 69                      | 4,7 %                   | 4/300                   | 8,7 %                   | 14/180                  | 18/480                  |                        |                        |                        |                        |                        |                        |                           |
| 2013               |                         |                         |                         |                         |                         |                         | 34                     | 7,8 %                  | 4/73                   | 8,9 %                  | 4/48                   | 8/121                  | 18/242                    |

### Präfekturebene
Bei den 41 Parlamentswahlen, die bei den Regionalwahlen 2011 durchgeführt wurden, gewannen Kandidaten der Minna no Tō 3,4 % der Stimmen und zogen in mehrere Präfekturparlamente ein, darunter in Watanabes Heimatpräfektur Tochigi als zweitstärkste Partei.

### Kommunalebene
Die Minna no Tō verfügt über mehr als 200 Abgeordnete in Kommunalparlamenten, vor allem in kreisfreien Städten und Sonderbezirken (Tokio).